# Riola Sardo
Riola Sardo là một đô thị ở tỉnh Oristano trong vùng Sardinia, có khoảng cách khoảng 100 km về phía tây bắc của Cagliari và cách khoảng 11 km về phía bắc của Oristano. Tại thời điểm ngày 31 tháng 12 năm 2004, đô thị này có dân số 2.132 người và diện tích là 48.2 km².
Riola Sardo giáp các đô thị: Baratili San Pietro, Cabras, Narbolia, Nurachi, San Vero Milis.